# UTC+5:40
UTC+5:40 (Katmandusko vreme) je vreme koje se koristilo u delu Nepala do 1920. godine. Odgovaralo je srednjem sunčevom vremenu Katmandua (UTC+05:41:16). Od 1986. godine se računa kao UTC+5:45.